# Glukoza-fruktoza oksidoreduktaza
Glukoza-fruktoza oksidoreduktaza (EC 1.1.99.28, glukozno-fruktozna oksidoreduktaza) je enzim sa sistematskim imenom D-glukoza:D-fruktoza oksidoreduktaza. Ovaj enzim katalizuje sledeću hemijsku reakciju
-glukoza + D-fruktoza {\displaystyle \rightleftharpoons } D-glukonolakton + D-glucitol
Dmanoza, D-ksiloza, D-galaktoza, 2-dezoksi-D-glukoza i L-arabinoza su supstrati malog afiniteta. Supstrati moraju da budu u obliku otvorenog lanca.

## Literatura
- Nicholas C. Price; Lewis Stevens (1999). Fundamentals of Enzymology: The Cell and Molecular Biology of Catalytic Proteins (Third изд.). USA: Oxford University Press. ISBN 019850229X.
- Eric J. Toone (2006). Advances in Enzymology and Related Areas of Molecular Biology, Protein Evolution (Volume 75 изд.). Wiley-Interscience. ISBN 0471205036.
- Branden C; Tooze J. Introduction to Protein Structure. New York, NY: Garland Publishing. ISBN 0-8153-2305-0.
- Irwin H. Segel. Enzyme Kinetics: Behavior and Analysis of Rapid Equilibrium and Steady-State Enzyme Systems (Book 44 изд.). Wiley Classics Library. ISBN 0471303097.

## Spoljašnje veze
- Glucose-fructose+oxidoreductase на 